# ذا كاليستو بروتوكول
ذا كاليستو بروتوكول (بالإنجليزية: The Callisto Protocol)‏ هي لعبة رعب بقاء من منظور ثالث قادمة من تطوير شركة كرافتون غيم يونيون، من المقرر صدور اللعبة على أجهزة بلاي ستيشن 5، إكس بوكس سيريس إكس وسيريس إس ومايكروسوفت ويندوز في 2022.

## وصلات خارجية
- ذا كاليستو بروتوكول على موقع IMDb (الإنجليزية)